# Lista de prêmios e indicações recebidos por Eric Johnson
Segundo a revista Guitar World Magazine, "Eric Johnson é um dos mais respeitados guitarristas do planeta!"
Abaixo segue uma lista de prêmios e nomeações do guitarrista estadunidense.

## Prêmios e indicações

### Como Guitarrista
- Top 100 guitarists of the 20th century by Musician Magazine.[2]
- Incluído no Hall of Fame da revista norte-americana Guitar Player.
- Incluído no Hall of Fame do The International Guitar Hall of Fame and Museum.[3]
- Best Overall Guitarist - Revista Guitar Player - 1990, 1991, 1992, 1993 e 1994.[4]
- Incluído no Gallery of Greats da Revista Guitar Player - 1994.
- Austin Chronicle - Austin Musician of the Year, Best Electric Guitarist and Best Acoustic Guitarist - 2005[5]

- 2012 - Guitar World's "The 100 Greatest Guitarists of All Time" (Votos Leitores: internet) - Posição 47.[6]

| Ano  | Prêmio               | Prêmio                | Resultado | Observação |
| ---- | -------------------- | --------------------- | --------- | ---------- |
| 2010 | Guitar International | Guitarist of the Year | Venceu    | [ 7 ]      |

### Prêmios da Revista Austin Chronicle
Até 2016, Eric Johnson era o segundo maior vencedor deste prêmio, com 33 conquistas.
Seus 33 prêmios estão discriminados abaixo:
- 2010-11: Best Acoustic Guitar
- 2010-11: Best Electric Guitar
- 2010-11: Best Instrumental
- 2005-06: Best Acoustic Guitar
- 2005-06: Best Video - Live from Austin, TX
- 2004-05: Best Acoustic Guitar
- 2004-05: Best Electric Guitar
- 2004-05: Musician of the Year
- 2002-03: Best Electric Guitar
- 2001-02: Best Electric Guitar
- 2000-01: Best Electric Guitar
- 1999-00: Best Electric Guitar
- 1996-97: Best Electric Guitar
- 1993-94: Best Electric Guitar
- 1992-93: Best Electric Guitar
- 1991-92: Best Acoustic Guitar
- 1991-92: Best Electric Guitar
- 1991-92: Musician of the Year
- 1990-91: Best Acoustic Guitar
- 1990-91: Best Electric Guitar
- 1989-90: Album of the Decade - Tones
- 1988-89: Best Acoustic Guitar
- 1987-88: Best Acoustic Guitar
- 1987-88: Best Electric Guitar
- 1986-87: Best Acoustic Guitar
- 1986-87: Best Electric Guitar
- 1986-87: Musician of the Year
- 1985-86: Best Acoustic Guitar
- 1985-86: Best Electric Guitar
- 1984-85: Best Acoustic Guitar
- 1983-84: Best Acoustic Guitar
- 1982-83: Best Acoustic Guitar

### Prêmios Por Álbuns

#### Grammy Awards
| Ano  | Álbum          | Prêmio        | Indicação                    | Resultado | Ref.   |
| ---- | -------------- | ------------- | ---------------------------- | --------- | ------ |
| 1991 | Ah Via Musicom | Grammy Awards | Best Rock Instrumental Album | Indicado  | [ 10 ] |
| 2006 | Bloom          | Grammy Awards | Best Pop Instrumental Album  | Indicado  | [ 11 ] |

### Por Músicas

#### Guitar World Magazine
- 100 melhores solos de guitarra da história - Cliffs of Dover na 17a posição.[12]

#### Grammy Awards
| #  | Ano  | Música          | Álbum                               | Prêmio            | Indicação                                            | Resultado | Observação                                                 | Ref.          |
| -- | ---- | --------------- | ----------------------------------- | ----------------- | ---------------------------------------------------- | --------- | ---------------------------------------------------------- | ------------- |
| 01 | 1987 | Zap             | Tones                               | 30º Grammy Awards | Grammy Award para Best Rock Instrumental Performance | Indicado  |                                                            | [ 13 ]        |
| 02 | 1992 | Cliffs of Dover | Versão estúdio do CD Ah Via Musicom | 34º Grammy Awards | Grammy Award para Best Rock Instrumental Performance | Venceu    |                                                            | [ 14 ] [ 15 ] |
| 03 | 1992 | Cliffs of Dover | Versão estúdio do CD Ah Via Musicom | 34º Grammy Awards | Melhor composição instrumental                       | Indicado  |                                                            | [ 14 ]        |
| 04 | 1997 | Pavilion        | Venus Isle                          | 40º Grammy Awards | Grammy Award para Best Rock Instrumental Performance | Indicado  |                                                            | [ 16 ]        |
| 05 | 1998 | S.R.V.          | G3: Live in Concert                 | 41º Grammy Awards | Grammy Award para Best Rock Instrumental Performance | Indicado  | Música em homenagem a Stevie Ray Vaughan.                  | [ 17 ]        |
| 06 | 2002 | "Rain"          | Live and Beyond                     | 45º Grammy Awards | Grammy Award para Best Pop Instrumental Performance  | Indicado  | Música da Banda Alien Love Child, que é liderada pelo Eric | [ 18 ]        |